# Constantin Alexandru Rosetti
Constantin Alexandru Rosetti (pronunciat en romanès: [konstanˈtin alekˈsandru roˈseti]; Bucarest, 2 de juny de 1816 - 8 d'abril de 1885) va ser un líder literari i polític romanès, nascut en el si de la família Rosetti.

## Biografia

### Abans de 1848
Constantin Alexandru Rosetti va néixer a Bucarest i era fill del governant Alexandru Rosetti i Elena, nom de soltera Obedeanu.
Va estudiar al Saint Sava National College de Bucarest, on va tenir professors, entre d'altres, Eftimie Murgu i Jean Alexandre Vaillant. El 1832 (o 1833) es va unir a l'exèrcit i va servir l'agost de 1836, quan va dimitir. “Va començar la literatura, després va entrar a l'administració, sent cap de policia a Pitesti el 1842, i després a la magistratura, sent fiscal al Tribunal Civil de Bucarest. Va dimitir el 1845."
El 1844 va marxar per primera vegada a París: "Llavors vaig esperar que treballant 3-4 anys, tornaria a la meva terra, brillaré ple de ciència i virtuts, un dia faria feliç almenys la meva mare, jo criaria una mica la meva pàtria i moriria amb els pensaments que he complert la meva missió d'una manera meravellosa". Està relacionat amb altres amics i companys: Ion C. Brătianu, el pintor Constantin Daniel Rosenthal, Vasile Mălinescu, Andronescu, Scarlat Vîrnav. A finals de setembre (principis d'octubre) va marxar del país, perquè li van anunciar que la seva mare estava malalta.
Després de la mort de la seva mare (desembre de 1844), a mitjan 1845 marxa de nou cap a París, on assisteix als cursos d'historiadors i pensadors Jules Michelet, Edgar Quinet, i altres representants de l'esperit revolucionari francès d'aquella època. Aquí, juntament amb moldau Scarlat Vârnav, es va esforçar per enfortir les relacions entre els estudiants de Valàquia i Moldàvia. Ho va fer al voltant de noves idees d'autodeterminació nacional i la justícia social. En aquest ambient, el desembre de 1845, es va fundar la Societat d'estudiants romanesos de París, la primera finalitat de la qual era ajudar els joves més pobres, però dotats, a estudiar a París. El president fou en Ion Ghica, el secretari CA Rosetti i el caixer Scarlat Vârnav.
El 1845, Rosetti va anar a París, on va conèixer Alphonse de Lamartine, el patró de la Societat d'Estudiants Romanesos a París. El 1847, es va casar amb Mary Grant, la germana del cònsol anglès a Bucarest, Effingham Grant. El cònsol estava casat amb Zoia Racoviță, la filla d'Alexandru Racoviță; el pont Grant (Podul Grant) prop de la Gara de Nord a Bucarest porta el seu nom.
S'inicià a la maçoneria l'any 1844, a la logia maçònica "La rosa del silenci perfecte" de París, rebent tots els graus, fins al 18è grau l'any 1847, també en aquesta logia. El 1848 va participar en l'establiment del far de Bucarest. El 1923, pel seu nom es va anomenar taller a Bucarest i va ser un dels pocs paletes romanesos presentats al "Diccionari Franc-Maçoneria" realitzat sota la coordinació de Daniel Ligou.
Va tornar a Bucarest el juliol-agost de 1846, es va posar en marxa: va obrir un negoci amb dos amics estrangers que vivien a Romania, l'economista austríac Erik Winterhalder i el britànic Effingham Grant (el seu futur cunyat) una llibreria, i al novembre. 1846 va comprar a la impremta l'associació literària que cobria l'activitat de la societat secreta Germandat: "L'associació literària de Romania". En aquests anys va esdevenir molt proactiu en la gestió del comerç de Bucarest.
El 1847 es va casar amb Mary Grant, que es va convertir en Maria Rosetti, una dona escocesa-francesa, que va ser el model del quadre revolucionari "Romania revolucionària" realitzat per CD Rosenthal, amic de Rosetti. Mary Grant era germana del cònsol anglès a Bucarest, Effingham Grant, que estava casada amb una romanesa, Zoia Racoviță, filla d'Alexandru Racoviță.

### La revolució de 1848 i l'exili
Durant la revolució de 1848 va ser un dels líders del corrent radical dels revolucionaris; va ser secretari del Govern provisional, prefecte de policia (agă) a Bucarest i redactor del diari "Pruncul român" ("bebè romanès").
Després de la derrota del govern revolucionari, va participar en la primera tanda d'exiliats, ascendit pels turcs amb dues basses pel Danubi, fins a la frontera amb Àustria. D'aquí va marxar cap a França passant per Hongria, Croàcia i Àustria. Va arribar a París el desembre de 1848. En els anys de l'exili (1848–1857) va col·laborar en la publicació de la revista "Romania futura" i sobretot de la revista "La República Romanesa", en la qual va fer campanya per la unificació dels principats en un estat democràtic.
Rosetti va participar en la Revolució Valàquia de 1848. Va ser un dels primers arrestats pel príncep Gheorghe Bibescu, que va acusar Rosetti de conspirar per matar-lo. Després que el govern provisional va arribar al poder l'11 de juny de 1848, va ocupar el càrrec de cap de policia. També va ser redactor del primer diari de la revolució muntiana, Pruncul Român. Va servir amb Nicolae Bălcescu, Alexandru G. Golescu i Ion C. Brătianu com a secretari del govern provisional fins a finals de juny. L'agost va ser nomenat director del Ministeri de l'Interior.
Després del sagnant aixafament de la revolució el 13 de setembre de 1848, Rosetti va ser arrestat juntament amb els altres líders de la revolució. La intervenció de la seva dona va ser crucial per al seu alliberament. Rosetti, juntament amb els germans Brătianu, Bălcescu i altres, es van exiliar a França. Mentre estava a França, va publicar una ressenya a favor de la creació d'un estat nacional unitari.

### Activitat després del seu retorn al país (1857)
El maig de 1857 va tornar al país. En aquesta ocasió, el diari romanès israelià va publicar l'edició núm. 7/19 de juny de 1857, sota el títol Rusciuk, 11/25 de maig de 1857, una carta de CA Rosetti, de la qual resulta que al seu retorn d'aquest exili va entrar al país amb un passaport de l' ambaixada otomana i amb l'ajut dels cercles jueus. Després de tornar al país, va editar el diari liberal-radical "Romanul" i va tenir un paper important en l'Assemblea ad hoc i en l'elecció d'Alexandru Ioan Cuza com a governant també del País Romanès. A les pàgines del diari "Romanul", que va aparèixer durant gairebé mig segle, advocava per reformes democràtiques, per la unitat nacional, per la independència nacional del país.
Va ser un dels líders del Partit Nacional Liberal, establert el 1874–1875, però el 1884, entrant en conflicte amb Ion Brătianu, va organitzar una dissidència liberal. Va recolzar amb entusiasme la proclamació de la independència del país i la participació de Romania en la guerra russo-turca de 1877–1878. El 1858 va fundar i presidir l'"Associació d'Obrers de la Impremta de Bucarest". El 1863 va fundar la Casa d'ajuda mútua dels impressors romanesos juntament amb Walter Scarlat, Iosif Romanov, Zisu Popa, Mihalache Gălășescu i Petre Ispirescu.
El 1861, va tornar a Romania, i va ser elegit diputat, i el 1866 va ser ministre d'instrucció pública. Entre el 15 i el 16 de juliol de 1866, va ser el primer ministre provisional de Romania.
Va ser en diverses ocasions ministre i president de la Cambra de Diputats. Va formar part del primer govern de Carles I i durant diversos mesos va ser ministre d'"Instrucció Pública i Afers Religiosos". Va ser dues vegades alcalde de la Capital. En memòria del revolucionari romanès, a Bucarest hi ha la Piața Rosetti i la plaça CA Rosetti, on hi ha el Monument CA Rosetti.
La seva literatura promou aventures romàntiques, d'estil patètic i vibrant. En la seva joventut va escriure lletres sentimentals i patriòtiques, traduïdes de Byron, Béranger, Lamartine, Hugo.
El 1867 CA Rosetti va ser un dels membres fundadors de la Societat Literària Romanesa, que més tard es va convertir en l'Acadèmia Romanesa.
Va donar suport a la deposició d'Alexandru Ioan Cuza el 1866. Va dirigir la Cambra de Diputats el 1877, i va ser ministre de l'Interior entre 1881 i 1882.

## Llegat
Un carrer (Strada CA Rosetti) i una plaça (Piața Rosetti) del centre de Bucarest porten el seu nom, així com una escola secundària.

## Galeria

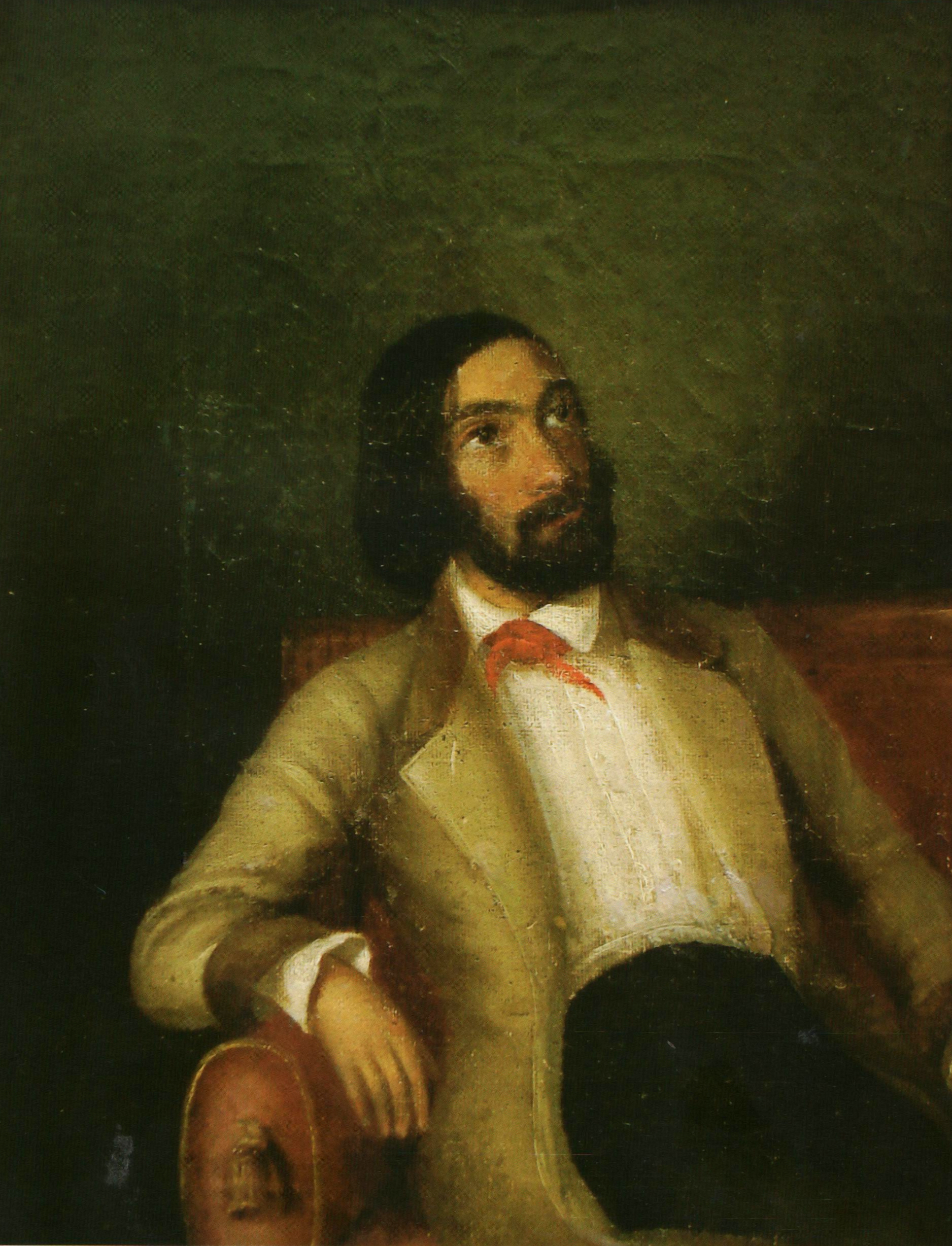
Retrat de Constantin Daniel Rosenthal
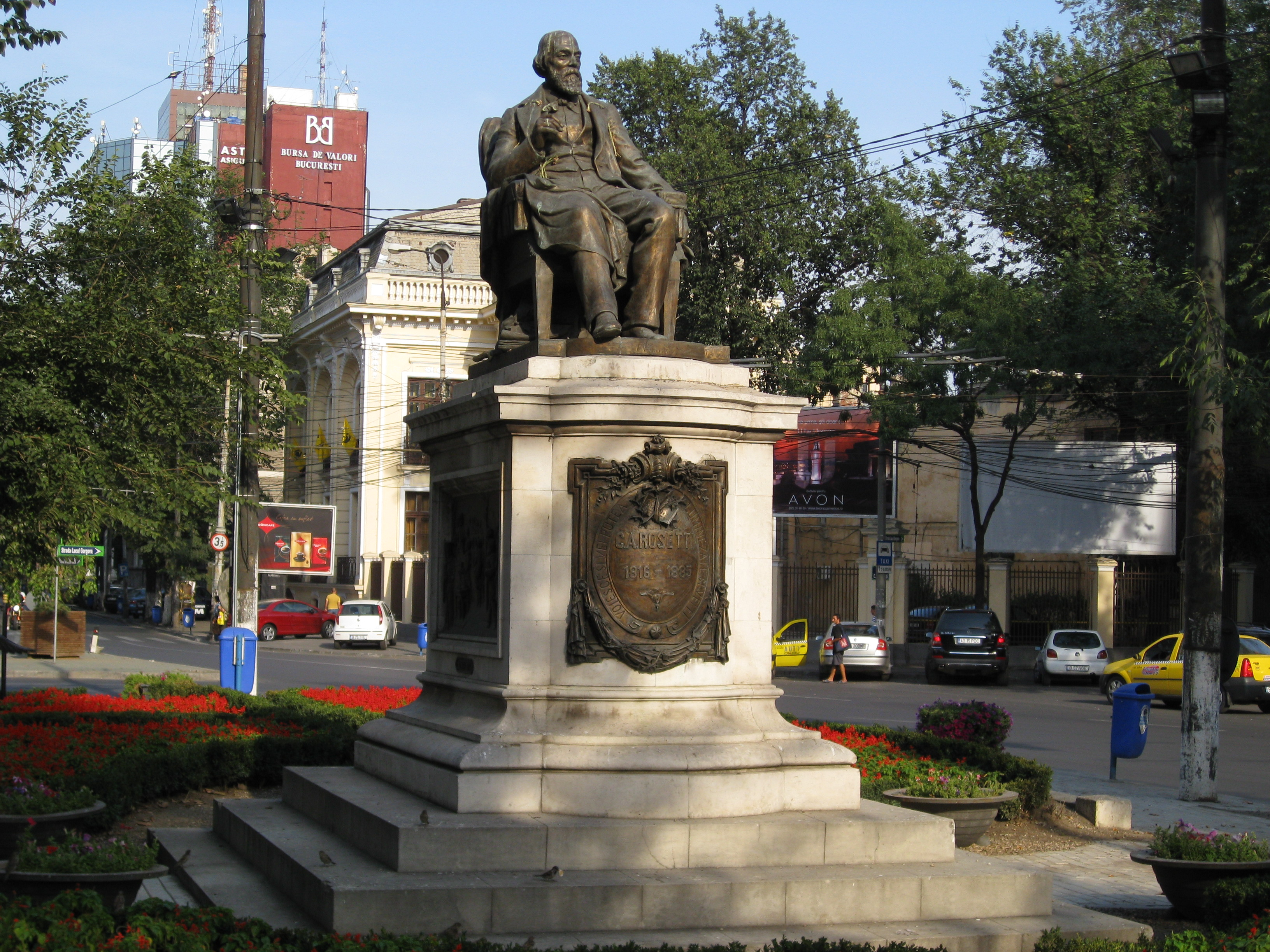
Escultura de Rosetti, al centre de la plaça homònima